# Frost/Nixon
Frost/Nixon is een dramafilm uit 2008 onder regie van Ron Howard, gebaseerd op het gelijknamige toneelstuk van Peter Morgan. De film vertelt het waargebeurde verhaal over een reeks vraaggesprekken waarin Engelsman David Frost de afgetreden Amerikaanse president Richard Nixon zover kreeg een bekentenis af te leggen over de misstanden onder zijn bewind.
Frost/Nixon is een verfilming van een eerder opgevoerd toneelstuk. Frank Langella en Michael Sheen speelden zowel op de planken als voor de camera de hoofdrollen. Langella won voor zijn rol op het toneel zijn derde Tony Award.
De film werd genomineerd voor de Oscars voor beste film, beste aangepaste scenario, beste regie, beste montage en beste mannelijke hoofdrolspeler (Langella). Onder de prijzen die de film daadwerkelijk won, was een Satellite Award voor beste scenario.

## Verhaal
Het is 1977 en Richard Nixon werd enkele jaren daarvoor gedwongen af te treden als president van de Verenigde Staten vanwege het Watergateschandaal. Hij heeft zich sindsdien in stilzwijgen gehuld. Engelsman David Frost is een televisiepresentator van met name komische en luchtige programma's. Hij komt met het idee van een gesprek met Nixon, omdat hij rekent op torenhoge kijkcijfers en stelt dit voor aan zijn kompaan John Birt, die hem volkomen kansloos verklaart.
Frost doet toch een voorstel aan Nixon de deur uit, wat diens adviseur Jack Brennan op de grote hoop gooit. Drie maanden later adviseert Nixons biograaf Swifty Lazar de ex-president om toch het voorstel van Frost eens te overwegen. Hij zou er goed mee kunnen verdienen en acht Frost zo'n ondeskundige ondervrager dat Nixon zijn eigen pad terug de politiek in zou kunnen plaveiën. Kort daarop wordt Frost door Lazar uit bed gebeld, expres op dat tijdstip om te achterhalen hoe wanhopig hij is om de deal te laten slagen, met de mededeling dat de onderhandelingen over de voorwaarden van het gesprek mogen beginnen. Het wordt duidelijk dat de hele onderneming Frost twee miljoen dollar gaat kosten, waarvan 600.000 dollar vergoeding aan Nixon.
Hoewel Frost het voorstel geaccepteerd heeft, heeft hij nog geen televisienetwerk gevonden dat hem het budget wil verlenen. Wanneer deze allen weigeren, besluit hij het hele project zelf te financieren met nog te vinden sponsoren en daarmee al zijn eigen bezittingen op het spel te zetten. Hij heeft Nixon dan al 200.000 dollar uit eigen zak voorgeschoten. Afgesproken wordt dat de gesprekken tussen Frost en Nixon vier uitzendingen van anderhalf uur per stuk zullen beslaan, ieder met een eigen centraal thema.
Frost is als serieus journalist totaal onervaren en laat zich tijdens zijn voorbereidingen daarom bijstaan door de onderzoeksjournalisten James Reston jr. en Bob Zelnick. Hij houdt zich in afwachting van de gesprekken veel bezig met feestjes, openingen en zijn opgedane vriendinnetje Caroline Cushing. Nixon blaast hem in de eerste drie afleveringen daarom totaal uit het water. In plaats van met kritische vragen, worden de programma's gevuld met 90 procent praat van de ervaren prater Nixon, waaruit hij steeds positiever tevoorschijn komt. Reston en Zelnick ergeren zich rot aan Frost, die het zelf allemaal wel prima vindt gaan. In aanloop naar de vierde aflevering, waarin Watergate centraal staat, krijgt Frost op een avond een dronken Nixon aan de telefoon, die zichzelf weergaloos laat kennen. De Brit besluit daarop het laatste vraaggesprek wel tot in de details voor te bereiden en te luisteren naar de raad van Reston en Zelnick.

## Rolverdeling
- Michael Sheen: David Frost
- Frank Langella: Richard Nixon
- Sam Rockwell: James Reston jr.
- Kevin Bacon: Jack Brennan
- Matthew Macfadyen: John Birt
- Oliver Platt:  Bob Zelnick
- Rebecca Hall: Caroline Cushing
- Toby Jones: Swifty Lazar
- Andy Milder: Frank Gannon
- Patty McCormack: Pat Nixon

## Filmmuziek
De muziek voor Frost/Nixon werd gecomponeerd door Hans Zimmer.